# Kancelaria Sejmu

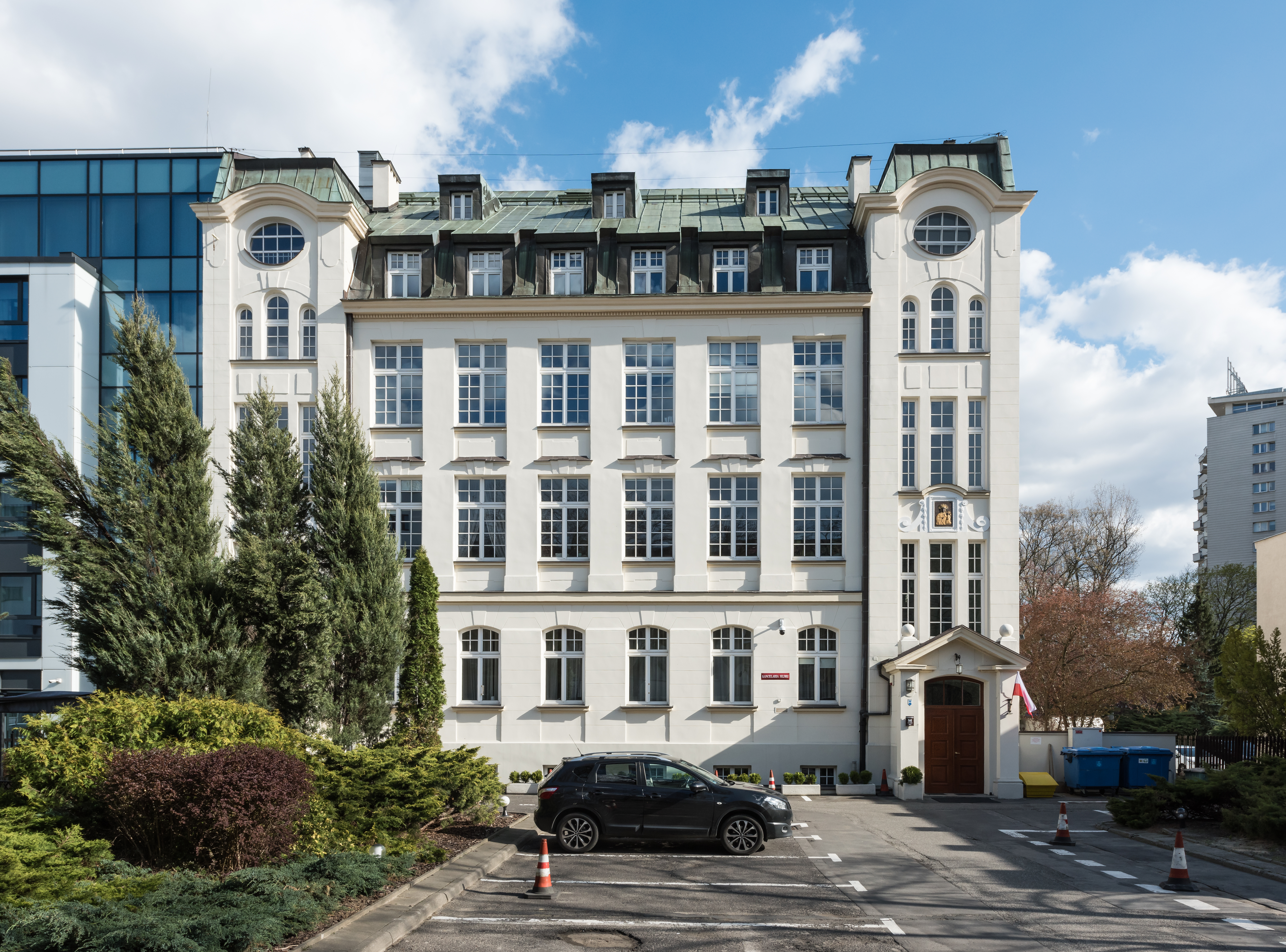
Dom im. Wojciecha Sawickiego przy ul. Zagórnej 3, siedziba Wydawnictwa Sejmowego i Biura Analiz Sejmowych

Kancelaria Sejmu – urząd wspierający Sejm Rzeczypospolitej Polskiej i jego organy w zakresie prawnym, organizacyjnym, doradczym, finansowym i technicznym. Służy także posłom, stwarzając im warunki techniczno-finansowe do wykonywania mandatu poselskiego w okręgach wyborczych, a także klubom parlamentarnym, kołom i zespołom poselskim oraz posłom niezrzeszonym do działania w siedzibie Sejmu. Kancelaria obsługuje również od strony prawnej i administracyjnej Zgromadzenie Narodowe.
W ramach wspierania procesu legislacyjnego oraz zapewnienia jego transparentności Kancelaria Sejmu m.in. opracowuje jednolite teksty ustaw (ogłaszane następnie przez Marszałka Sejmu), utrzymuje Internetowy System Aktów Prawnych (ISAP), a także udostępnia transmisje z przebiegu obrad Sejmu i komisji sejmowych w Internecie.
Szef Kancelarii Sejmu podlega bezpośrednio Marszałkowi i kieruje pracami Kancelarii przy pomocy dwóch zastępców, dyrektora generalnego kierującego Gabinetem Marszałka Sejmu oraz dyrektorów komórek organizacyjnych.

## Kierownictwo
- Jacek Cichocki – Szef Kancelarii[1]
- Michał Deskur – zastępca szefa Kancelarii[2][3]
- Dariusz Salamończyk – zastępca szefa Kancelarii
- Stanisław Zakroczymski – dyrektor generalny kierujący Gabinetem Marszałka Sejmu[4]

### Szefowie Kancelarii Sejmu od 1990
- Ryszard Stemplowski (1990–1993)[5]
- Wojciech Popkowski (1993–1994, p.o.)[5]
- Maciej Graniecki (1994–2001)[5]
- Krzysztof Czeszejko-Sochacki (2001–2004)[5]
- Józef Mikosa (2004–2005)[5]
- Wanda Fidelus-Ninkiewicz (2006–2009; p.o. 2005–2006)[5]
- Lech Czapla (2010–2016; p.o. 2009–2010)[5]
- Agnieszka Kaczmarska (2017–2023; p.o. w 2016)
- Jacek Cichocki (od 2023)

## Komórki organizacyjne Kancelarii Sejmu
- Gabinet Marszałka Sejmu
- Biuro Prawne
- Biuro Ekspertyz i Oceny Skutków Regulacji
- Biuro Finansowe
- Biuro Kadr i Rozwoju Zawodowego
- Biuro Spraw Europejskich i Współpracy Międzynarodowej
- Biuro Obsługi Medialnej
- Straż Marszałkowska
- Sekretariat Posiedzeń Sejmu
- Biuro Legislacyjne
- Biuro Komisji Sejmowych
- Biblioteka Sejmowa
- Biuro Komunikacji Społecznej
- Biuro Administracyjne
- Biuro Inwestycyjno-Techniczne
- Ośrodek Informatyki
- Biuro Obsługi Posłów
- Pion Ochrony
- Służba Bezpieczeństwa i Higieny Pracy
- Audyt Wewnętrzny
- Inspektor Ochrony Danych

## Siedziba
Siedziba główna Kancelarii Sejmu znajduje się w kompleksie sejmowym przy ulicy Wiejskiej 4/6/8.
Kancelaria użytkuje również budynki przy ul. Frascati 2, ul. Ludnej 4a i Zagórnej 3.

## Budżet, zatrudnienie i wynagrodzenia
Wydatki i dochody Kancelarii Sejmu są realizowane w części 02 budżetu państwa. Z budżetu Kancelarii wypłacane są m.in. uposażenia i diety poselskie, finansowane podróże krajowe i zagraniczne posłów, ich zakwaterowanie na terenie Warszawy, a także przekazywane środki na prowadzenie biur polskich.
W 2022 wydatki Kancelarii Sejmu wyniosły 532,2 mln zł, a dochody 5,7 mln zł. Przeciętne zatrudnienie w Kancelarii w przeliczeniu na pełne etaty wyniosło (wraz z 376 posłami) 1735 osób, a średnie miesięczne wynagrodzenie brutto 11801 zł.

## Publikacje
- Analizy BAS
- Infos
- Kronika Sejmowa
- Przegląd Sejmowy
- Studia BAS
- Zeszyty Prawnicze Biura Analiz Sejmowych